# Opharus belus
Opharus belus là một loài bướm đêm thuộc phân họ Arctiinae, họ Erebidae.